# Jörn Patzak

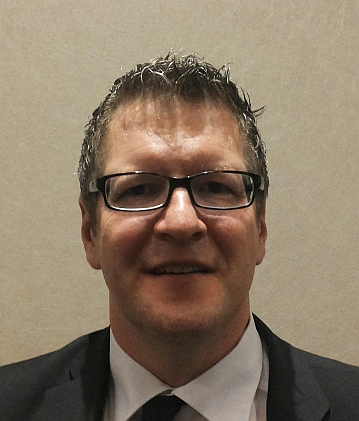
Jörn Patzak

Jörn Patzak (* 15. Oktober 1971 in Trier) ist ein deutscher Jurist, Autor und ehemaliger Basketballspieler. Er war als Staatsanwalt tätig und wurde 2014 zum Leiter der Justizvollzugsanstalt Wittlich ernannt.

## Leben
Nach dem Abitur studierte Patzak Rechtswissenschaften in Trier. In dieser Zeit spielte er auch von 1994 bis 1998 in der 1. Basketball-Bundesliga beim damaligen TVG Trier. Im Jahr 1998 wurde er, gemeinsam mit seinem Bruder Helge Patzak, mit der Mannschaft Deutscher Pokalsieger. Nach dem Zweiten Staatsexamen im Jahr 1999 war Patzak von Februar 2000 bis Ende Juni 2013 bei der Staatsanwaltschaft Trier in den Bereichen Betäubungsmitteldelikte, Organisierte Kriminalität und Tötungsdelikte tätig.
In der Zwischenzeit von April 2004 bis März 2007 wurde er an die Bundesanwaltschaft in Karlsruhe und von April bis August 2008 zur Generalstaatsanwaltschaft Koblenz abgeordnet. Patzak ist seit 2009 Mitglied der Deutschen Gesellschaft für Suchtforschung und Suchttherapie und seit Juni 2013 im Nebenamt als Lehrbeauftragter an der Fachhochschule für öffentliche Verwaltung Rheinland-Pfalz in Mayen tätig. Am 1. Juli 2013 erfolgte die Abordnung zum Ministerium der Justiz und für Verbraucherschutz in Mainz. Der Oberstaatsanwalt leitet seit dem 1. Oktober 2014 die Justizvollzugsanstalt Wittlich. Seine Ernennung zum Leitenden Regierungsdirektor erfolgte am 1. Oktober 2015. Seit dem Wintersemester 2017 ist er Lehrbeauftragter an der Universität Trier im Fach Strafrecht.
Im Dezember 2020 promovierte Patzak an der Universität Trier mit der Dissertation Konkurrenzverhältnisse beim unerlaubten Handeltreiben mit Betäubungsmitteln. Die Dissertation ist im Nomos-Verlag erschienen. Seit 2024 ist Jörn Patzak Honorarprofessor für Strafrecht und Strafprozessrecht an der Universität Trier.
Patzak ist verheiratet und hat zwei Kinder.

## Werke (Auswahl)
Patzak ist Mitautor eines Gesetzeskommentars zum Betäubungsmittelrecht.
- Wolfgang Bohnen, Jörn Patzak: Betäubungsmittelrecht. C.H.Beck, 2010, ISBN 3-406-61397-7.
- Harald Hans Körner, Jörn Patzak, Mathias Volkmer: Betäubungsmittelgesetz: Arzneimittelgesetz – Grundstoffüberwachungsgesetz. C.H.Beck, 2012, ISBN 3-406-62465-0.

Jörn Patzak ist zudem Betreiber der Internetseite www.betaeubungsmittelrecht.info. Mathias Volkmer und Jörn Patzak waren Herausgeber der mittlerweile eingestellten Onlinezeitschrift für Suchtstoff-Recht (OzSR).